# Epipremnum carolinense
Epipremnum carolinense är en kallaväxtart som beskrevs av Georg Ludwig August Volkens. Epipremnum carolinense ingår i släktet Epipremnum och familjen kallaväxter. Inga underarter finns listade.